# Saint-Aoustrille
Saint-Aoustrille là một xã ở tỉnh Indre khu vực trung bộ Pháp. Xã này có diện tích 19,47 km², dân số thời điểm năm 1999 là 159 người. Khu vực này có độ cao trung bình 152 mét trên mực nước biển.
It is named after the 7th century Saint Austregisilus.